# Roman Hagara
Roman Hagara (Viena, 30 de abril de 1966) é um velejador austríaco, campeão olímpico. Ele foi o porta-bandeira da equipe austríaca na cerimônia de abertura dos Jogos Olímpicos de Verão de 2004.

## Carreira
Hagara consagrou-se campeão olímpico ao vencer a série de regatas da classe Tornado nos Jogos Olímpicos de Verão de 2000 em Sydney e, quatro anos depois, na edição de 2004 em Atenas ao lado de Hans-Peter Steinacher. Ambos também conquistaram o título de Personalidade Esportiva do Ano dado em seu país de origem, Áustria. A partir de 2015, passaram a treinar jovens velejadores austríacos da série Extreme.